# Längsbandziersalmler
Der Längsbandziersalmler (Nannostomus beckfordi) gehört zu den Schlanksalmlern, die umgangssprachlich auch „Bleistiftfische“ genannt werden und erreicht eine Länge von bis zu 6,5 cm. 

## Verbreitung
Der Längsbandziersalmler ist in der Uferzone oder in verkrauteten Teilen der Flüsse  Südamerikas beheimatet. Er kommt im Orinoko in Venezuela, in Guyana, Suriname, Französisch-Guayana sowie in den brasilianischen Bundesstaaten Amapá und Pará vor, aber auch im unteren und mittleren Amazonasbecken, namentlich im Rio Trombetas und im Rio Madeira sowie im unteren Rio Negro. Einige Exemplare, die Franz Steindachner 1876 als Nannostomus anomalus beschrieben hatte, die aber später zu Nannostomus beckfordi gestellt wurden, stammen von der Mündung des Rio Negro in den Amazonas.

## Merkmale
Längsbandziersalmler haben einen langgestreckten, seitlich nur wenig abgeflachten, torpedoförmigen Körper. Der Kopf ist spitz. Wegen des großen Verbreitungsgebietes ist die Zeichnung ziemlich variabel. Meist ist der Rücken graugrün bis gelbbraun, die Flanken gelb, der Bauch weißlich. Entlang der Seiten, vom Maul, über die Augen bis zur Schwanzflossenwurzel oder auch bis in die mittleren Schwanzflossenstrahlen zieht sich ein braunschwarzes Band, das oben von einer schmalen goldenen Binde, bei einigen Männchen auch von einem roten Strich gesäumt wird. Die Flossen der Weibchen sind transparent und farblos, bei den Männchen sind die Afterflosse und der vordere Teil der Schwanzflosse rot. Der Längsbandziersalmler besitzt, im Gegensatz zu den meisten anderen Arten der Ziersalmler, keine Fettflosse zwischen Rücken- und Schwanzflosse. Nachts zeigen die Fische zwei dunkle, breite Querbinden, die bei Tageslicht verschwinden.

## Aquaristik
Der Längsbandziersalmler gehört zu den Zierfischen, die im typischen Gesellschaftsaquarium (= Becken mit verschiedensten Arten) gehalten werden können. Da er ein Schwarmfisch ist, empfiehlt sich die Haltung von mindestens acht Exemplaren dieser Art. 
Obwohl viele andere Vertreter der Gattung zum Wohlbefinden dichte Bepflanzung, Torffilterung, dunklen Bodengrund, klares Wasser und ruhige Beckeninsassen benötigen, ist das bei dieser Art keine Notwendigkeit. Dennoch sind diese Faktoren von Vorteil, wenn sich ein dauerhafter Erfolg zeigen soll. Trotzdem gilt sie als am einfachsten zu pflegende Art der Gattung. Die Temperatur sollte zwischen 24 und 26 °C liegen. Es empfiehlt sich ein Becken von mindestens 60 cm Kantenlänge, um eine hohe Lebensdauer der Fische erzielen zu können. Die Art hält sich überwiegend in der mittleren und oberen Beckenregion des Aquariums auf.
Wasserwerte: pH-Wert (Säuregrad des Wassers) 6,0–7,5; Wasserhärte bis 20° dGH (Deutsche Gesamthärte). Der Längsbandziersalmler gilt als friedliche, ruhige Art, die als einzige mit lebhafteren Fischen vergesellschaftet werden kann. Sie sind also für jedes Gesellschaftsbecken ohne räuberische Fische geeignet. Die Geschlechtsunterschiede sind durch die Fülligkeit der Weibchen und der weißen Flossenspitzen der Männchen auszumachen. Als Futter kann Flockenfutter aller Art, Futtertabletten und gelegentlich feines Lebendfutter genommen werden.